# 庆歌路站
庆歌路站是南宁轨道交通3号线的地铁车站，位于中华人民共和国广西壮族自治区南宁市良庆区平乐大道与庆歌路交叉口，于2019年6月6日开通。

## 车站结构
庆歌路站位于平乐大道与庆歌路交叉口，沿平乐大道设置，呈南北走向，为地下两层岛式站台车站，车站长210米，标准段宽19.7米，车站地下一层为站厅层，地下二层为站台层，站台设置全高站台门。
| 地面              | 出入口 | A、B、C、D出入口                                                                                                  |
| 地下一层          | 站厅   | 客服中心、自动售票机、验票机                                                                                      |
| 地下二层          | 站台   | \| \| \| █ 3号线往科园大道（广西规划馆） \| \| 島式 · 開左邊车门 \| \| \| \| \| \| █ 3号线往平良立交（五象湖） \| |
|                   |        | █ 3号线往科园大道（广西规划馆）                                                                                   |
| 島式 · 開左邊车门 |        | |
|                   |        | █ 3号线往平良立交（五象湖）                                                                                       |

## 出入口
庆歌路站共有4个出入口，其中近A出入口设地下连通道通向庆歌广场，各出口及周围设施如下所示：
| 编号                | 出入口信息                                                                                         | 照片 | 无障碍设施 |
| ------------------- | -------------------------------------------------------------------------------------------------- | ---- | ---------- |
| A · 出口            | 广西路桥工程集团有限公司，庆歌路，飞龙路，歌韵路，歌海路，蟠龙派出所，南宁市良庆区综合应急救援大队 |      | 不適用     |
| B · 出口            | 平乐大道，歌海路，明月东路                                                                         |      | 不適用     |
| C · 出口            | 平乐大道，明月东路，秋月路，中国东信                                                               |      | 不適用     |
| D · 出口 · （设有） | 广西国际壮医医院，庆歌路，平乐大道，秋月路                                                         |      |            |
| 图例： 设有         | |      |            |

## 接驳交通

### 公交车
- 平乐庆歌路口：B48路

## 车站历史
本站工程名与正式站名均为庆歌路站，以车站横跨的庆歌路命名。
- 2014年12月28日，车站作为3号线试验站开工[4]。
- 2016年1月29日，车站主体结构封顶[5]。
- 2020年11月23日，车站随2号线东延线通车开通[2]。